# ضيفد خاليسكي
ضيفد خاليسكي (الاسم العلمي: Dyschoriste jaliscensis) هو نوع من النباتات يتبع جنس الضيفد من الفصيلة الأقنتية.